# Ulysses S. Grant
Ulysses S. Grant (rodným jménem Hiram Ulysses Grant; 27. dubna 1822 – 23. července 1885) byl generál Unie v americké občanské válce a v letech 1869 až 1877 v pořadí 18. prezident Spojených států amerických.
Vojenským historikem J. F. C. Fullerem byl Grant označen za „největšího generála své doby a jednoho z největších stratégů všech dob“. Vyhrál mnoho důležitých bitev, stal se nakonec nejvyšším velícím generálem všech unijních armád a je mu připisována rozhodující úloha ve vítězství Unie v občanské válce.
Navzdory kritickému pohledu mnoha historiků, kteří považují jeho volební období za jedno z nejslabších v amerických dějinách, jeho přítomnost v Bílém domě měla bezesporu stabilizující vliv v kritickém období tzv. rekonstrukce. Na rozdíl od mnoha významných veřejně působících současníků byl uznáván jak v severních, tak v jižních státech a to v době, kdy necitlivost ze strany vlády a jakékoli vzbuzení pocitu, že se Sever mstí, by mohl vyvolat nové povstání. Navíc se tehdy celá federace vyrovnávala se zákazem otroctví, který nastolil nové problémy týkající se rovnoprávnosti ras, jež nakonec vyvrcholily v době hnutí za občanská práva v 60. letech 20. století.
Přestože byla jeho administrativa zamořena korupcí a častými skandály, on sám byl zřejmě v tomto ohledu bezúhonný. Historiky je mu spíš vyčítáno, že se proti korupci razantněji nepostavil. Novější studie zdůrazňují to, čeho jeho administrativa v rámci rekonstrukce dosáhla. Jeho podpora volebního práva černochů a jejich možnosti obsazovat veřejné pozice byly ve své době především na jihu velmi nepopulární, ale později mu získaly respekt.

## Mládí
Narodil se v Point Pleasant v Clermontském okrese ve státě Ohio, 40 km od Cincinnati na řece Ohio. Jeho otec Jesse Root Grant (1794–1893) byl koželuhem a stejně jako jeho matka Hannah, rozená Simpson (1798–1883) pocházel z Pensylvánie. Na podzim roku 1823 se rodina přestěhovala do vesnice Georgetown v okrese Brown v Ohiu, kde strávil většinu svého dětství až do věku 17 let.
V sedmnácti, poté, co se stěží dostal na vojenskou akademii ve West Pointu (jen těsně se vešel do požadavku na výšku), se stal za pomoci kongresmana Thomase L. Hamera kadetem této vojenské akademie. Hamer jej chybně nominoval pod jménem Ulysses Simpson Grant, a přestože on sám proti této změně jména protestoval, nedokázal porazit státní byrokracii. Po dokončení studií dál vystupoval pod tímto jménem, ale užíval jen střední iniciálu S.
Akademii ve West Pointu ukončil v roce 1843 na 21. místě mezi 39 spolužáky. Na akademii získal reputaci nebojácného a zkušeného jezdce. Už v této době si zvykl pít alkohol, během války začal i kouřit obrovské množství doutníků (má se zato, že během 5 let dokázal vykouřit přes 10 000 doutníků). Tento zvyk pravděpodobně přispěl k rakovině hrdla, která jej postihla v pozdějších letech jeho života.
Dne 22. srpna 1848 se oženil s Julií Boggs Dentovou (1826–1902) s níž měl čtyři děti: Fredericka Dent Granta, Ulysses S. (Buck) Granta, Jr., Ellen (Nellie) Grantovou a Jesse Root Granta.

## Vojenská kariéra

### Mexická válka
Sloužil v mexicko-americké válce pod generály Zachary Taylorem a Winfieldem Scottem, zúčastnil se bitev u Resaca de la Palma, Palo Alta, Monterrey a Veracruz. Byl dvakrát vyznamenán za statečnost: u Molina del Rey a Chapultepeca.

### Mezi válkami
Když v roce 1848 skončila válka s Mexikem, zůstal v armádě a byl několikrát přeložen na nová místa. V roce 1853 byl poslán do Fort Vencouveru v teritoriu Washington, kde sloužil jako proviantní důstojník u 4. jízdního pluku. Jeho žena ho nemohla doprovázet, protože jeho plat by nedokázal uživit rodinu (v době jeho odjezdu byla v 8. měsíci těhotenství s jejich druhým dítětem). V roce 1854 byl povýšen na kapitána a pověřen velením roty F 4. pěšího pluku ve Fort Humboltu v Kalifornii. Přestože jeho plat vzrostl, stále nebylo možné, aby jeho rodina přijela za ním na západ. Zkoušel obchodně podnikat, aby nějak zvýšil své příjmy, ale neúspěšně. Začal pít, což vedlo k zhoršení jeho výkonu ve službě. Nakonec byl postaven před možnost buď čelit soudu nebo rezignovat. Dne 31. července 1854 tedy rezignoval a 7 let vedl civilní život jako farmář, realitní agent v St. Louis a konečně jako pomocník v obchodě s koženým zbožím vlastněným jeho otcem a bratrem v Galeně v Illinois. V této době se hodně zadlužil.

## Občanská válka

### Začátek občanské války
Dne 24. dubna 1861, 10 dní po pádu Fort Sumteru, dorazil se skupinou mužů, které naverboval, do Springfieldu v Illinois. Guvernér dospěl k závěru, že bývalý žák z West Pointu by měl dostal důležitější úkoly a povýšil jej na plukovníka 21. pěšího pluku (od 17. června 1861). Dne 7. srpna byl povýšen na brigádního generála dobrovolníků.
V únoru 1862 získal Unii její první velké vítězství, když dobyl Fort Henry a Fort Donelson v Tennessee. Grant 16. února nejen zajal posádku Fort Donelson o síle 12 000 mužů, ale také požadoval „okamžitou a bezpodmínečnou kapitulaci“, která ho na Severu rychle zpopularizovala mezi veřejností, pro kterou se nakrátko stal hrdinou.
Na začátku dubna 1862 byl překvapen generálem Albertem Sidney Johnstonem a přinucen k bitvě u Shilohu. Grantovi se podařilo udržet během jižanského útoku své pozice, druhý den převzít aktivitu a nakonec zvítězit. Bitva u Shilohu se s 25 000 oběťmi na obou stranách stala nejkrvavější bitvou celé války a celých dosavadních amerických dějin (počet obětí překonal celkové množství mrtvých v revoluci, válce z roku 1812 a mexické válce). Henry W. Halleck, jeho nadřízený generál ho zprostil na několik měsíců velení a převzal velení v poli sám. Pouze pod vlivem svého přítele generála Williama T. Shermana, zůstal nadále v armádě a nerezignoval. Do své armádní funkce se vrátil poté, co byl Halleck jmenován vrchním velitelem všech unionistických armád.

### Bitva u Vicksburgu
Během kampaně v zimě 1862–1863 se pokoušel získat pevnost Vicksburg na řece Mississippi, jeden ze dvou zbývajících opěrných bodů Konfederace na řece. (dalším byl Port Hudson). Vicksburg byla pevnost postavená na říční ostrožně a obklopená mrtvými říčními rameny; přes složitý terén bylo takřka nemožné se k městu dostat a zároveň zásobovat vojsko. Konečně na jaře 1863 přišel na způsob, jak město získat. Tato operace je považována za jednu z nejdokonalejších v celé vojenské historii[zdroj?].
Vedl své oddíly podél západního břehu a na vhodném místě Mississippi překročil za pomoci amerického námořnictva, které přivezlo k Vicksburgu zbraně. (Toto byla do bitvy o Normandii v roce 1944 největší obojživelná operace v americké vojenské historii). Poté se svými muži pokračoval do vnitrozemí, čímž se odřízl od zásobovacích oddílů. Přesunoval se co nejrychleji, aby nedal veliteli Jižanů Johnu C. Pembertonovi příležitost soustředit své síly a zaútočit. Směrem na východ Grant obsadil město Jackson, čímž se mu povedlo odříznout železniční spojení do Vicksburgu.
Pak se obrátil na západ a obsadil Champion Hill, poté, co zde porazil Vicksburské oddíly, které se musely stáhnout za opevnění města. Po 6 týdnů obléhal město, 4. července 1863 se Pemberton vzdal. Pro Konfederaci to (spolu s bitvou u Gettysburgu, která proběhla o den dřív) znamenalo zásadní obrat, jih byl územně rozdělen na dvě části a tak výrazně oslaben.

### Bitva u Chattanoogy
V září 1863 Konfederace vyhrála bitvu u Chickamauga, poté se poražené unijní vojsko pod vedením Williama Rosencranse stáhlo do města Chattanooga v Tennessee – končila zde železnice ve východní Tennessee a zároveň to byla brána do severní Georgie. Město bylo promptně obleženo vítěznými konfederačními vojsky pod vedením Braxton Bragga. Dne 16. října byl Grant pověřen velením obleženého vojska, okamžitě nahradil Rosencranse George H. Thomasem. Ještě předtím Grantův hlavní stratég (chief engineer) William F. „Baldy“ Smith začal realizovat plán známý jako „Cracker Line“, 28. a 29. října 1863 porazil v bitvě u Wauhatchie jižní oddíly a ovládl řeku Tennessee, po které do Chattanoogy připlouvaly zásoby a posily. Toto otevření obležení zvedlo morálku obléhaného vojska, na konci listopadu přešel Grant do protiútoku.
Bitva u Chattanoogy nezačala pro severní armádu dobře. Generál Sherman nedokázal úspěšně zaútočit na pravé křídlo konfederačních vojsk. Zaútočil nejen na špatném místě, ale nechal se porazit jedinou jižní divizí. On sám reagoval na tento špatný start předstíraným útokem na střed (pod vedením Thomase), což mělo odvést pozornost od Shermana na pravém křídle. Thomas čekal, dokud si nebyl jistý, že Hooker posílený potomackou armádou nenapadl konfederátní síly na levém křídle. Hookerovi se podařilo prolomit jižanské levé křídlo, zatímco Thomasovi muži byli stejně úspěšní v centru, kde se předstíraný útok změnil ve skutečný (Thomasovi muži měli zaujmout pozice na úpatí Misionářského hřebenu, ale vojáci rozpálení porážkou u Chickamaugy se začali sápat na pozice na vrcholu kopce a bylo jejich velkým štěstím, že se konfederačním vojákům nepodařilo sklonit děla natolik, aby je mohli zasáhnout; když unionističtí vojáci dosáhli vrcholu kopce, dávali se Jižani okamžitě na útěk). Zpočátku se sice na Thomase hněval, že překročil daný rozkaz, ale toto vítězství způsobilo ústup jižanských vojsk a zároveň otevřelo Unii možnost napadnout Atlantu v Georgii – srdce Konfederace.
Jeho vůle k boji a schopnost vítězit přesvědčila Lincolna a byl povýšen 2. března 1864 na „lieutenant general“ (generálporučík – nová hodnost schválená kongresem přímo pro něj osobně). O 10 dní později se stal vrchním velitelem všech severských armád Spojených států amerických.

### Vrchním velitelem armád a vítězná strategie války
Jeho bojový styl nazval jeden spolugenerál „buldočím“. Přestože patřil k vynikajícím stratégům, jak se ukázalo u Vicksburgu a v závěrečném tažení proti generálu Robertu E. Leeovi, nebál se přímých útoků nebo těsného obléhání, často v době, kdy proti němu jižanské síly samy spouštěly útok. V okamžiku, kdy útok nebo obležení začalo, odmítal ustoupit nebo se nechat vytlačit z pole. Tato taktika často vedla k vysokým ztrátám jak na jeho straně, tak ovšem i na straně protivníka. Pro tuto strategii byl popisován (hlavně v roce 1864) jako „řezník“, je ale pravda, že ačkoli ostatní generálové měli ve svých oddílech podobně velké ztráty, úspěch ovšem mnohem slabší.
V březnu 1864 pověřil bezprostředním velením západních armád generálmajora William T. Shermana a své velitelství přesunul do Virginie, kde se zaměřil na už dlouho bezúspěšně probíhající snahu zničit Leeovu armádu. Jeho dalším bezprostředním cílem, podmíněným ovšem splněním toho prvního, bylo obsazení Richmondu, hlavního města Konfederace. K dosažení těchto cílů použil složitou koordinovanou strategii, jejímž cílem bylo zaútočit na centrum Konfederace z více směrů: Grant, George G. Meade a Benjamin Franklin Butler proti Leeovi blízko Richmondu; Franz Sigel v údolí Shenandoahu; Sherman měl napadnout Georgii, porazit Josepha E. Jonhstona a získat Atlantu; George Crook a William W. Averell měli přerušit železniční spojení ze Západní Virginie; úkolem Nathaniela Bankse bylo získání Mobile v Alabamě. Grant byl prvním generálem, který se pokusil o tak komplexní koordinovanou strategii a zároveň i první, kdo pochopil důležitost protivníkovy vnitřní ekonomické infrastruktury – použil tak koncept totální války.

### Overland Campaign
Overland Campaign začala 4. května 1864, když potomacká armáda o 115 000 mužích (oproti asi 65 000 mužům Leeovým) překročila řeku Rapidan (Rappahannock) a vstoupila do oblasti dosud známé jako Divočina (Wilderness), naopak Lee poslal do této oblasti Armádu Severní Virginie, která měla za úkol oslabit početní převahu seveřanů. Bitva v Divočině (Battle of Wilderness) probíhala dva dny, 7. května došlo k přestávce v bojích a také k jednomu z klíčových rozhodnutí ve válce. Lee se rozhodl stáhnout z pozic, aby mu umožnil to, co dosud dělali všichni velící generálové severních armád – ústup. Místo rozkazu k ústupu nařídil obejít Leeho na východě a směřovat dále na jih.
Siegelova kampaň v Shenandoahu i Butlerova kampaň u řeky James neuspěly, a proto byl generál Lee schopný doplnit své jednotky vojáky z těchto oblastí.
8. května 1864 se Lee s Grantem utkali znovu, tentokrát v bitvě u Spotsylvanského dvora (Battle of Spotsylvania Court House), která trvala 5 dní. 11. května napsal proslavenou zprávu obsahující větu: „Navrhuji bojovat na této linii, i kdyby to mělo trvat celé léto“. Druhého dne, 12. května, nařídil hromadný útok, který téměř prolomil Leeovu frontu, nakonec se zas stočil a pokračoval směrem k jihu.
I přes rostoucí ztráty unionistických armád se situace měnila k jejich prospěchu. Většina Leeových úspěchů byla založena na ofenzívě obsahující překvapivé přesuny a náhlé útoky. Teď byl přinucen bojovat dlouhodobě v defenzívě. Dokonce i po strašné bitvě u Cold Harbor (1. až 3. června) dokázal stupňovat tlak a překročit řeku James.
K Petersburgu ve Virginii dorazil jako první a jeho hlavním úkolem zde bylo zajistit tuto významnou železniční křižovatku. To se však vinou přehnaně opatrného podřízeného Williama F. „Baldy“ Smithe nepodařilo. Další tři dny strávilo vojsko marnými útoky, a o tři dny později dorazily i Leeovy oddíly, které posílily obránce města. Nezbylo mu, než začít s obléháním.
Přiklonil se k plánu navrženému Ambrosem Burnsidem. Před rozbřeskem 30. července nechal vyhodit do vzduchu doly pod konfederačními jednotkami. Vzhledem ke změnám prováděným na poslední chvíli (mimo jiné se Grant a Meade do poslední chvíle ubezpečovali, aby jednotky složené z černých Američanů vedly útok), byl následující útok chabý a špatně koordinovaný. Konfederační jednotky využily možnosti se přeskupit a provést protiútok. Zvítězily v bitvě o kráter (Battle of the Crater) a unionisté tak ztratili další příležitost s konečnou platností rozhodnout o konci války.
Jak postupovalo léto a Shermanovy armády nedokázaly postoupit, především ve Virginii a Georgii, začala nastávající události ovládat politika. Na podzim totiž připadaly prezidentské volby. Pro Unii se věci ještě zhoršily, když se Leeovi podařilo oddělit malou armádu pod velením generálmajora Jubal A. Earlyho, která měla za úkol odlákat Granta. Early skrz Shenandoahské údolí prošel na sever do bezprostřední blízkosti Washingtonu. Nebyl sice schopný obsadit město, ale samotná jeho přítomnost v bezprostřední blízkosti zřejmě znamenala další snížení šancí na Lincolnovo znovuzvolení.
Až na počátku září přineslo jeho úsilí první ovoce, když Sherman obsadil Atlantu. Tehdy poslal Philipa Sheridana do Shenandoahského údolí vypořádat se s Earlym. Lidé na severu si čím dál jasněji začali uvědomovat, že válka se obrací k jejich vítězství a Lincoln ve volbách zvítězil. Později v listopadu Sherman začal svůj pochod k moři. On i Sheridan pokračovali v jeho strategii totální války.
Na začátku dubna 1865 konečně jeho neustávající tlak donutil Leeho evakuovat Richmond a po devítidenním ústupu se Lee vzdal u Appomattoxu – 9. dubna 1865. Nabídl mu velkorysé podmínky kapitulace, které uvolnily napětí mezi oběma armádami a umožnily jižanským vojákům uchovat si alespoň zdání hrdosti. Do několika týdnů bylo po válce, přestože menší akce pokračovaly až do doby, kdy se Kirby Smith vzdal u Trans-Mississippi Departmentu 2. června 1865.
Okamžitě po Leeově kapitulaci byl poctěn kráčet vedle rakve na pohřbu Abrahama Lincolna. Lincoln byl znám svojí podporou jeho osobě. Po bitvě u Shilohu řekl: „Nemůžu ho propustit. On totiž bojuje“. Po válce mu Kongres udělil hodnost „General of the Army“ (odpovídá dnešnímu čtyřhvězdičkovému generálovi – armádní generál). Do hodnosti ho jmenoval nový prezident Andrew Johnson 25. července 1866.

## Prezidentství
Stal se 18. prezidentem USA a sloužil během dvou volebních období od 4. března 1869 do 3. března 1877. Byl vybrán jako republikánský prezidentský kandidát na republikánském národním shromáždění v Chicagu, Illinois 20. května 1868 bez skutečné konkurence – odpůrci otroctví a republikáni k němu vzhlíželi jako k vítězi od Vicksburgu a válečnému hrdinovi. Během voleb získal proti svému demokratickému protihráči Horatio Seymourovi většinu 3 012 833 z celkového počtu 5 716 082 hlasů. Zároveň si ale do svého prezidentského úřadu přinesl jen minimální politické zkušenosti a dle mnohých kritiků i malý talent politické záležitosti řešit.

### Skandály jeho prezidentství
Jeho volební období bylo zaplaveno skandály (jako např. Sanbornský incident v Treasury a problémy s U.S. zástupcem Cyrus I. Scofieldem). Nejznámějším se stal skandál zvaný Whiskey Ring, kdy vláda přišla o víc než 3 milióny dolarů vybraných daní. Orville E. Babcock, sekretář prezidenta, byl označen za člena této kliky a unikl usvědčení pouze díky prezidentovu pardonu. Později prezidentův ministr války William W. Belknap podstoupil vyšetřování, které odhalilo, že bral úplatky při prodeji Native American trading posts.
Přestože neexistují důkazy, že by se on sám podílel na korupci svých podřízených, nezaujal proti jejich činnosti jasné a pevné stanovisko ani když byli usvědčeni. Neměl dobrou ruku při výběru svých spolupracovníků. Znepřátelil si vůdce politických stran, když příliš mnoho úřadů dal svým přátelům a politickým podpůrcům, za kterými stál i když se neosvědčili či proti nim byla vznesena závažná obvinění, která se ukázala založená na pravdě. (Jednou z výjimek byl na post ministra zahraničí vybraný Hamilton Fish z New Yorku). Jeho neschopnost zajistit si politické spojence působila jako jeden z nejdůležitějších faktorů, proč se mu skandály dostaly mimo kontrolu.

### Průběh prezidentství
I přes tyto skandály dokázal Spojené státy americké přenést přes citlivé období tzv. Rekonstrukce. Podporoval jen omezenou přítomnost severních jednotek na území jižních států – ty měly zajistit dodržování práv jižanských černochů a zamezit násilným činům Ku Klux Klanu. V letech 1869 a 1871 podepsal zákony, které zaručovaly volební právo černochům a potíraly vůdce Ku Klux Klanu. Patnáctý dodatek americké ústavy, který zaručoval volební právo černochům, byl schválen v roce 1870.
V roce 1876 bylo do Unie přijato Colorado.
V oblasti zahraniční politiky byla největším úspěchem jeho administrativy Washingtonská smlouva se Spojeným královstvím (byla vyjednána, jednou z jeho mála dobrých voleb při obsazování úřadu, ministrem zahraničí Hamiltonem Fishem) z roku 1871.
Kongres neschválil koupi Santo Dominga.
Původně chtěl o prezidentskou funkci usilovat potřetí, nakonec však (přestože jeho podpora mezi obyvatelstvem zřejmě zůstávala vysoká) od tohoto záměru upustil (proti se např. vyslovil i Kongres USA).
V roce 1876 během pravděpodobně zmanipulovaných prezidentských voleb (rozhodovalo se mezi Hayesem a Tildenem) uklidnil národ tím, že svolal federální komisi.
Bylo o něm známo, že často navštěvoval Willardský hotel, aby unikl stresu Bílého domu. Ve foyer (angl. lobby) se ho obvykle snažilo zastihnout velké množství lidí, které nazýval „zatracenými lobbisty“ (those damn lobbysts), tak snad vznikl moderní pojem „lobbista“.

### Vládní úřady založené během Grantovy administrativy
- Ministerstvo spravedlnosti (Department of Justice) 1870
- Ministerstvo pošt (Post Office Department) 1872
- Úřad generálního státního zástupce (Solicitor General) 1870
- "Advisory Board on Civil Service" (1871); předchůdce úřadu „Civil Service Commission“ zavedeného 1883 prezidentem Chesterem A. Arthurem. (Dnes známý jako Office of Personnel Management.)
- Office of the Surgeon General (1871)

## Život po prezidentském období
Po vypršení svého prezidentského období mj. hodně cestoval a napsal paměti. Týden po jejich dokončení, 23. července 1885, zemřel na karcinom hrtanu.